# Virtus Kleb Ragusa
La Virtus Kleb Ragusa è la principale squadra di pallacanestro maschile di Ragusa.
Formalmente, la denominazione è Fortitudo Basket Ragusa, dal nome della società di cui ha preso il numero di matricola, ma ha adottato questo nome per dare continuità alla società storica iblea, la Virtus Ragusa, fallita nel 2006. È nata dal Basket Club Ragusa, che tra il 2006 e il 2020 era conosciuto come Nova Virtus Ragusa.
La squadra ha disputato tre stagioni nel campionato professionistico di Legadue, tre in Serie A2 e una in Serie A Seconda Serie; in più è stata presente in 29 campionati di Serie B, di cui 13 d'Eccellenza.

## Storia

### Le origini
Nel 1948 fu fondata la Virtus Ragusa, con sede in via Felicia Schininà 76; il primo successo fu il secondo posto alle finali regionali junior a Catania (anche se fu presentata come squadra del Liceo o Enal). Nel maggio-giugno 1949 prese parte al campionato provinciale insieme a Juventus (o Olimpia Enal), Pro Inter e Vulcania Enal. Il 15 maggio, la Virtus esordì sconfiggendo la Juventus per 38-27 e poi vinse per 50-23 sulla Vulcania, con Vitale e Di Natale tra i giocatori che si distinsero di più; lo stesso Salvatore Vitale guidava la squadra. Nella terza partita, la squadra fu sconfitta per 24-11 dalla Pro Inter al campo ex GIL; si disputò anche il girone di ritorno.
Nel novembre 1949 la squadra giovanile si iscrisse al campionato volante junior-allievi, allenata da Salvatore Miceli.
La storia della Virtus Ragusa inizia nel 1950. Prima di allora, dai vecchi campetti scoperti del Washington di via Natalelli (costruiti dai lavoratori americani dei pozzi petroliferi Gulf, che diedero l'input alla nascita della società), si passò alla palestra Umberto I, e prima ancora all'interno dell'edificio che ospita oggi il cinema 2000, dove venne disputato un campionato di serie B (allora suddiviso a livello nazionale in due gironi) che garantì un posto al riparo dalle intemperie.
Proprio da questa palestra, che era stata messa a disposizione dal ginnasio lì presente, la Virtus iniziò a giocare a livello agonistico, con giocatori solo ragusani e allenatori di buon livello.
Nel 1950-51 il C.S.I. di Ragusa partecipò alla Serie C. Il primo successo con il nome Virtus fu la vittoria nel girone della Sicilia Orientale di Prima Divisione, superando Giarre e Messina, nel 1951-52. Nel 1952-53, ancora iscritta in Prima Divisione, la società iblea giunse alle semifinali regionali e fu eliminata dalla Fiamma Messina.
Nel 1982-83 è secondo in Serie C1 e perde la finale play-off di contro la Pallacanestro Trapani.

### La promozione in Serie A2
Nei primi anni novanta la Virtus lega il proprio nome all'importante gruppo creditizio ragusano, la Banca Agricola Popolare di Ragusa, sponsor principale per quasi 15 anni.
Ha conquistato la promozione in Serie A2 nella stagione 1997-1998: il campionato non era partito nel migliore dei modi. La svolta avvenne ad opera di Gianni Lambruschi, subentrato al posto di Mangano alla guida tecnica della squadra.
La vittoria finale è ai danni della neopromossa Seme d'Arancia Barcellona Pozzo di Gotto, nelle cui file militavano i futuri azzurri Matteo Soragna, Agostino Li Vecchi e Rodolfo Rombaldoni. Sono soprattutto il capitano Giuseppe Cassì, bandiera del basket ragusano, e i lunghi Masper e Passerelli, a portare la squadra finalmente in Serie A2, dopo una rincorsa interminabile fatta di tanti play-off. Contro Barcellona, la Virtus vince in Gara-3, in casa.
Il finale di stagione infine regala anche la gioia della vittoria del campionato nazionale cadetti contro l'altra promossa Roseto Basket.

### Le prime stagioni in A2

Darryl Wilson nel 1998 durante la sua prima stagione a Ragusa

Nell'ottobre 1998 viene inaugurato il nuovo impianto sportivo, il PalaMinardi, con capienza massima di quasi 4.000 spettatori, in occasione della prima giornata di campionato contro l'altra neopromossa del campionato di Serie A2, Biella.

Brent Dabbs in Ragusa-Pozzuoli, Serie A2 1998-99

Nel 1998-99, conquistata la salvezza all'ultima giornata con la vittoria casalinga su Roseto, la Virtus riesce a qualificarsi ai play-off, dove al primo turno elimina Jesi con un 2-0 nella serie. Nella semifinale valevole per la promozione in Serie A1, invece, cede il passo alla Viola Reggio Calabria (nelle cui file figurava il futuro campione NBA Emanuel Ginóbili). Sempre in quell'anno resta memorabile la vittoria contro la Scavolini Pesaro.
La stagione 1999-00 si rivela discreta, infatti viene conquistata la salvezza agiatamente. La Virtus finisce la stagione al decimo posto su 11 squadre e solamente per la differenza canestri non riesce a piazzarsi al nono posto, l'ultima piazza valevole per i play-off in A1.
Nella stagione 2000-2001 conquista di nuovo i play-off valevoli per la promozione nella massima serie, ma viene eliminata in semifinale per 3-2 dalla Pallacanestro Reggiana.

### Il declino
La stagione 2001-02 presenta ai nastri di partenza un roster spaccato in due, con 5 elementi di categoria e 5 panchinari non proprio all'altezza. Si assiste al ritorno di Darryl Wilson e agli acquisti di Lamont Barnes, Roy Hairston, Luciano Masieri e il nazionale americano Kiwane Garris. Alla seconda giornata, Ragusa vince in trasferta a Rimini con 48 punti di scarto (65-113). A fine stagione, la squadra chiude con 16 vittorie e 20 sconfitte, rimanendo fuori dai play-off per via del nono posto in classifica.
Intanto, probabilmente proprio a causa di questa campagna acquisti dispendiosa, per la Virtus iniziano seri problemi economici.
Nel corso della campionato 2002-03, Ragusa occupa perlopiù la seconda metà della classifica. Chiude l'annata al terzultimo posto con 13 vittorie e 19 sconfitte, raggiungendo la salvezza. Ad aprile gioca la partita con il punteggio più alto della propria storia, in occasione della sconfitta casalinga contro Teramo per 123-125.
La stagione 2003-04 è l'ultima disputata in Legadue. I problemi economici diventano gravi in estate, e solo dopo le sottoscrizioni popolari di tanti sportivi la squadra viene approntata pochi giorni prima dell'inizio del campionato. Nonostante ciò, in un torneo che grazie all'aumento delle squadre partecipanti vedeva eccezionalmente retrocessa solo l'ultima classificata, il 14 gennaio Ragusa espugna il parquet dell'ultima classificata Imola con un canestro allo scadere di Germán Sciutto, e va a +6 in classifica sugli imolesi con anche entrambi gli scontri diretti a favore. A fine febbraio, la dirigenza è costretta a cedere il giocatore più rappresentativo, Leopoldo Ruiz Moreno. Nel frattempo il vantaggio sui romagnoli si assottiglia sempre di più, tanto che il 7 marzo la formazione iblea si fa superare in classifica e scende in ultima posizione. Le speranze di salvezza rimangono accese fino all'ultima giornata della fase a orologio che mette di fronte proprio Imola e Ragusa, entrambe appaiate a 18 punti, ma la sconfitta per 81-72 sancisce la retrocessione in Serie B1.
Nel primo anno di B1, nel 2004-05, bisogna subito rinunciare a rincorrere la promozione, perché le risorse economiche sono esigue. L'entusiasmo attorno alla Virtus comincia a scemare, tuttavia la stagione termina meglio del previsto, con la salvezza ottenuta in gara tre del primo turno di play-out, quindi con un turno d'anticipo. Sulla panchina virtussina ha debuttato Gianni Recupido, mentre in squadra si sono messi in luce Giacomo Sereni, Pablo Filloy, Maurizio Cohen, il capitano Stefano Zampogna e la guardia Ryan Bucci.

### Il fallimento
Già in apertura della stagione 2005-06, la rivista sportiva Superbasket candida Ragusa per la retrocessione diretta. La squadra retrocede con due giornate d'anticipo, presentandosi a molte partite con 7 o 8 giocatori a referto. Oltre alle pesanti sconfitte, va registrato che il palazzetto dello sport ragusano è frequentato da solo un centinaio di spettatori a partita.
I soldi non ci sono e la rosa approntata ne è la conseguenza: l'unico elemento di categoria è il pivot Davide Zambon, mentre i giovani ragusani vengono valorizzati. Gli altri elementi provenivano prevalentemente dalla Serie B2 e tra loro vi erano Maurizio Giusti, Gabriele Maggio e Freddy Passerelli. Nell'estate 2006, dopo la retrocessione in Serie B2, la Virtus Ragusa cede il titolo ed è costretta a ripartire dalla società Basket Club, in Serie C1, con il nome di Nova Virtus.

### La Nova Virtus
La squadra viene ricostruita con una nuova dirigenza, tra cui Ninni Gebbia e Gigi Biazzo, e torna a giocare nel PalaPadua. All'esordio in Serie C1, la società è giunta al 5º posto del girone H ed è stata sconfitta ai play-off dalla Gemelli Barcellona. Tra i giocatori più importanti, oltre agli ex Virtus Passerelli, Sorrentino e Parrino, si sono distinti il capitano Andrea Tumino, la guardia Salvatore Lissandrello e Marco Blanda, quest'ultimo proveniente da Veroli.
Nel 2009-10 riesce a raggiungere i play-off, ma viene eliminata in semifinale in gara tre dalla Pallacanestro Siracusa. Nell'estate 2010, a seguito del buon risultato della stagione passata, viene accolta la richiesta di ripescaggio in B dilettanti, così si appronta una squadra per puntare alla salvezza; al contrario, tra infortuni di giocatori chiave come Mattia Terrana e partite perse all'ultimo respiro, la stagione 2010-11 si concluse con la retrocessione in C dilettanti, retrocessione tra l'altro ottenuta a seguito della sconfitta nell'ultima giornata contro l'Orlandina Basket.
Nel pre-campionato 2011-12, a seguito della retrocessione, la dirigenza virtussina ripiana i debiti accumulati nella precedente stagione, ma non potendo usufruire di un budget sufficiente per ingaggiare giocatori di categoria per puntare subito ad una nuova promozione decide di approntare un roster costituito prevalentemente da giocatori delle giovanili, nati tra il 1994 e 1995, ad eccezione dei senior Mammana e Matteo Distefano. Il campionato si conclude con una dignitosa retrocessione con sette vittorie all'attivo per la giovane formazione.

### La Virtus Kleb Ragusa
Nell'estate 2020 nasce la Virtus Kleb Ragusa, che rileva il titolo di Porto Sant'Elpidio e partecipa alla Serie B. Formalmente, la società è denominata Fortitudo Basket Ragusa.

## Cronistoria
| Cronistoria della Virtus Ragusa |
| --- |
| - 1948 · Fondazione della Virtus Ragusa. - 1949 · nel campionato provinciale. - 1950-1951 · nel girone siciliano di Serie C. - 1951-1952 · 1ª nel girone della Sicilia Orientale di Prima Divisione. - 1952-1953 · in Prima Divisione, eliminato in semifinale regionale. - 1953-1954 · in Prima Divisione. - 1954-1955 · in Prima Divisione. - 1955-1956 · 3ª in Promozione. - 1957-1958 · 8ª in Serie C, retrocessa in Promozione. - 1958-1959 · 3ª in Promozione, ammessa in Serie C. - 1959-1960 · in Serie C, promossa in Serie B. - 1960-1961 · 6ª nel girone I di Serie B. - 1961-1962 · 2ª nel girone A di Serie B. - 1962-1963 · 2ª nel girone Sicilia orientale di Serie B. - 1963-1964 · 1ª nel girone siciliano orientale di Serie B, vince il quinto concentramento, promossa in Serie A. - 1964-1965 · 8ª nel girone D di Serie A. - 1965-1966 · 7ª nel girone C di Serie B. - 1966-1967 · 12ª nel girone B di Serie B, retrocessa in Serie C. - 1967-1968 · 1ª nel girone D di Serie C, perde gli spareggi promozione. - 1968-1969 · 5ª nel girone D di Serie C. - 1969-1970 · 1ª nel girone D di Serie C, promossa in Serie B. Terzo turno di Coppa Italia. - 1970-1971 · 11ª nel girone B di Serie B, retrocessa in Serie C. - 1971-1972 · 7ª nel girone D di Serie C. - 1972-1973 · 4ª nel girone F di Serie C. - 1973-1974 · 7ª nel girone F di Serie C. - 1974-1975 · in Serie C. - 1975-1976 · in Serie C. - 1976-1977 · 1ª in Serie C, promossa in Serie B. - 1977-1978 · 5ª nel girone F di Serie B. - 1978-1979 · 5ª nel girone D di Serie B, 9ª nel girone B di poule promozione A2. - 1979-1980 · 3ª nel girone D di Serie B, 10ª nel girone B di poule promozione A2. - 1980-1981 · 7ª nel girone D di Serie B. - 1981-1982 · 15ª nel girone B di Serie B, retrocessa in Serie C1. - 1982-1983 · 2ª in Serie C1, perde lo spareggio promozione. - 1983-1984 · in Serie C1, promossa in Serie B. - 1984-1985 · 13ª nel girone B di Serie B, perde lo spareggio salvezza, retrocessa in Serie C. - 1985-1986 · in Serie C. - 1986-1987 · in Serie B2, promossa in Serie B d'Eccellenza. Vince la Coppa Sicilia (1º titolo) - 1987-1988 · 11ª in Serie B d'Eccellenza. - 1988-1989 · 12ª in Serie B d'Eccellenza. - 1989-1990 · 8ª in Serie B d'Eccellenza. - 1990-1991 · 6ª in Serie B d'Eccellenza. - 1991-1992 · 10ª in Serie B d'Eccellenza. - 1992-1993 · 4ª in Serie B d'Eccellenza, perde i play-off promozione. - 1993-1994 · 4ª in Serie B d'Eccellenza, perde i play-off promozione. - 1994-1995 · 3ª nel girone B di Serie B d'Eccellenza, 1ª nel gruppo 1 di poule promozione, finale dei play-off promozione. - 1995-1996 · 4ª nel girone B di Serie B d'Eccellenza, 2ª nel gruppo 1 dei play-off promozione, perde le finali promozione. - 1996-1997 · 2ª nel girone B di Serie B d'Eccellenza, 1ª nel gruppo 1 dei play-off promozione. - 1997-1998 · 3ª nel girone B di Serie B d'Eccellenza, 1ª nel gruppo 1 dei play-off promozione, vince le finali promozione, promossa in Serie A2. Semifinali di Coppa Italia LNP. - 1998-1999 · 11ª in Serie A2, semifinali dei play-off promozione. Sedicesimi di finale di Coppa Italia. - 1999-2000 · 10ª in Serie A2. - 2000-2001 · 8ª in Serie A2, semifinali dei play-off promozione. Fase a gironi di Supercoppa italiana. - 2001-2002 · 9ª in Legadue. - 2002-2003 · 12ª in Legadue. - 2003-2004 · 14ª in Legadue, retrocessa in Serie B d'Eccellenza. - 2004-2005 · 13ª nel girone A di Serie B d'Eccellenza, secondo turno dei play-out. - 2005-2006 · 16ª nel girone B di Serie B d'Eccellenza, retrocessa in Serie B2. - 2006 · La Virtus Ragusa cede il titolo di Serie B2. Il Basket Club Ragusa ne prende il posto assumendo la denominazione Nova Virtus Ragusa. - 2006-2007 · in Serie C1. - 2007-2008 · nel girone H di Serie C Dilettanti. - 2008-2009 · nel girone H di Serie C Dilettanti. - 2009-2010 · nel girone H di Serie C Dilettanti. Ripescata in Serie B Dilettanti. - 2010-2011 · 13ª nel girone D di Serie B Dilettanti, retrocessa in Serie C Dilettanti. - 2011-2012 · 15ª nel girone I di Divisionale Nazionale C, retrocessa in Serie C regionale. - 2012-2013 · nel girone B di Serie C regionale Sicilia. Finalista in Coppa Sicilia. - 2013-2014 · 2ª nel girone B di Serie C regionale, 2ª nel girone promozione, promossa in Serie C. - 2014-2015 · 11ª nel Girone I di Serie C. - 2015-2016 · in Serie C Silver Sicilia. - 2016-2017 · 4ª in Serie C Silver Sicilia, finale di play-off promozione. - 2017-2018 · 3ª in Serie C Silver Sicilia, semifinali di play-off promozione. - 2018-2019 · 2ª in Serie C Silver Sicilia, semifinali di play-off promozione. - 2019-2020 · in Serie C Silver Sicilia, stagione conclusa anticipatamente a seguito del provvedimento della FIP. - 2020 · Viene costituita la Virtus Kleb Ragusa dall'acquisizione del titolo di Porto Sant'Elpidio. - 2020-2021 · 11ª nel Girone B della Serie B. - 2021-2022 · 4ª nel Girone D della Serie B, quarti di finale play-off. - 2022-2023 · 14ª nel Girone B della Serie B, retrocessa in Serie B Interregionale. - 2023-2024 · 2ª nel girone H di Serie B Interregionale, perde la finale di play-off promozione. Vince la finale spareggio, promossa in Serie B Nazionale. Vince la Coppa Sicilia (2º titolo) - 2024-2025 · 19ª nel Girone A di Serie B Nazionale, perde i play-out, retrocessa in Serie B Interregionale. - 2025-2026 · in Serie B Interregionale. |

## Colori e simboli

### Colori
Le divise della Virtus Kleb Ragusa sono azzurre con bordi color bianco per le trasferte, mentre per le partite casalinghe i colori s'invertono.

### Simboli ufficiali

#### Stemma

Stemma in uso attualmente

## Impianto di gioco
In passato gli impianti che hanno ospitato le partite di basket delle formazioni ragusane sono stati:
- Campo ex GIL, dal 1948 al 1950.
- Stadio Washington, dal 1950 al 1971 (capienza spettatori: 800)
- Palestra Umberto I, dal 1971 al 1986 (capienza spettatori: 600)
- PalaPadua, anche chiamato PalaZama dal 1986 al 1998 (capienza spettatori: 2000)
- PalaMinardi,  dal 1998 al 2006 (capienza spettatori: 3800)
- Dal 2006 ritorno al PalaPadua.

## Statistiche

### Partecipazione ai campionati
| Livello | Categoria                            | Partecipazioni | Debutto   | Ultima stagione |
| ------- | ------------------------------------ | -------------- | --------- | --------------- |
| 2º      | Serie B/Serie A2/LegaDue             | 10             | 1964-1965 | 2003-2004       |
| 3º      | Serie C/Serie B/Serie B d'Eccellenza | 33             | 1950-1951 | 2022-2023       |

## Formazioni e giocatori del passato

### Formazioni
- 1982-1983 (C1): E. Cassì, Ignaccolo, Libro, Incremona, Occhipinti, Giuseppe Cassì, Gebbia, Pascolo, Spataro, Ciamponi, Casale. All.: Emanuele Sgarlata.
- 1983-1984 (C1): Enrico Cassì, Giovanni Gebbia, Giuseppe Cassì, Giovanni Occhipinti, Antonio Incremona, Luigi Rabito, Santino La Fauci, Alessandro Corradi, Angelo Casale, Aldo Leggio. All. Emanuele Sgarlata V. All. Salvatore D'Asta
- 1997-1998 (B1): Massimo Sorrentino, Marco Maran, Cristian Mayer, Giuseppe Cassì; Alfredo Passarelli, Enrico Burini, Wherter Pigliafreddo, Cristiano Masper, Giuseppe Costantino, Dario Andrè. All.: Gianni Lambruschi.
- 1998-1999 (A2):Darryl Wilson, Milan Relic, Enrico Burini, Giuseppe Cassì, Cristian Mayer, Brent Dabbs, Nicola Bonsignori, Donato Avenia, Saverio Coltellacci (tagliato), Cristiano Masper (a gettone nel mese di novembre Brian Shorter) All. Gianni Lambruschi.
- 2003-2004 (A2): Eduardo Mazzella, Donte Mathis, Gianluca Tomasiello, Valerio Cobisi, Francesco Ferrienti, Flavio Parrino, Carmen Maciariello, Jaime Peterson, Germán Sciutto, Nick Eppehimer, Antonio Saccardo, Vidal Fernandez Borja, Herman Smith, Leopoldo Ruiz Moreno, Ivan Opačak, Gianni Cugini, Gianluca Ghedini, Davide Parente. Allenatore: Giorgio Valli.

- 2006-2007 (C1): Salvatore Lissandrello, Saro Lo Monaco, Alfredo Passarelli, Marco Blanda, Alessandro Sorrentino, Flavio Parrino, Marcello Brugaletta, Andrea Tumino, Gianni Antoci, Simone Licitra, Andrea Sorrentino. Allenatore Gianni Recupido.
- 2007-2008 (C1):Salvatore Lissandrello, Saro Lo Monaco, Alfredo Passarelli, Marco Blanda, Alessandro Sorrentino, Davide Gabrielli, Andrea Tumino, Luigi Camera, Giuseppe D'Iapico, Andrea Sorrentino, Andrea Bona(dal 13-1-08), Mattia Terrana(dall'11-05-08). Allenatore Gianni Recupido
- 2008-2009 (C1): Salvatore Lissandrello, Marco Blanda, Alessandro Sorrentino, Andrea Sorrentino, Andrea Tumino, Michele Iannuzzi, Augusto Cara, Andrea Vani, Mattia Terrana, Giuseppe D'Iapico. Allenatore Gianni Recupido.
- 2010-2011  (B Dil.): Mattia Terrana, Giulio Casale, Flavio Parrino, Alessandro Sorrentino, Andrea Sorrentino, Marcello Giordo, Andrea Vani, Carmelo Mammana, Stefano Spizzichini, Marco Blanda, Matteo Distefano, Carmelo Iurato, Giorgio Canzonieri, Dario Emmolo, Carlo Cassì. Allenatore Gianni Recupido.
- 2011-2012 (D.N.C.): Giorgio Canzonieri, Carmelo Iurato, Carlo Cassì, Dario Emmolo, Lucio Salafia, Carmelo Mammana, Enrico Distefano, Matteo Distefano, Marcello Giarrusso, Francesco Mormino, Roberto Digrandi, Giuseppe Cascone, Federico Girgenti, Davide Pellegrino, Mattia Terrana (dal 6/01/2012). Allenatore Gianni Recupido
- 2014-2015 (D.N.C.): Aldo Vacirca, Federico Girgenti, Giuseppe Cascone, Davide Boiardi, Simone Licitra, Stefano Cataldi, Alfonso Gebbia, Enrico Cintolo, Francesco Tumino, Stefano Scalone, Andrea Sorrentino, Vito Ferlito, Matteo Iabichella, Giorgio Canzonieri, Alessandro Sorrentino. Allenatore : Massimo Digregorio

## Presidenti ed allenatori

### Allenatori
- 1948-1949 · Salvatore Vitale
- 1949-1950 · Salvatore Miceli
- 1950-1965 · sconosciuto
- 1965-1966 · Paolo Cianfrini
- 1966-1967 · Amerigo Penzo
- 1967-1969 · sconosciuto
- 1969-1971 · Paolo Cianfrini
- 1971-1977 · sconosciuto
- 1977-1978 · Rosario Cintolo
- 1978-1979 · Vittorio Tracuzzi
- 1979-1982 · sconosciuto
- 1982-1983 · Emanuele Sgarlata
- 1983-1984 · Salvatore D'Asta
- 1984-1985 · Emilio Trivelli
- 1985-1986 · Manuel Campiglio
- 1986-1990 · Giovanni Gebbia
- 1990-1994 · Gianni Lambruschi
- 1994-1995 · Massimo Bernardi
- 1995-1996 · Giuseppe Borzì
- 1996-1997 · Antonio Bocchino
- 1997-1999 · Gianni Lambruschi
- 1999-2001 · Giancarlo Sacco
- 2001-2003 · Giovanni Gebbia
- 2003-2004 · Giorgio Valli
- 2004-2012 · Gianni Recupido
- 2012-2020 · Massimo Di Gregorio[27]
- 2020-2023 · Antonio Bocchino
- 2023-2024 · Gianni Recupido
- 2024-oggi · Massimo Di Gregorio